# Anthaxia malachitica
Anthaxia malachitica es una especie de escarabajo del género Anthaxia, familia Buprestidae. Fue descrita científicamente por Abeille de Perrin en 1893.